# KBS 뉴스 (2400)
《KBS 뉴스 (2400)》(영어: KBS NEWS (2400))은 KBS 1TV에서 매주 주말 밤 12시 5분에 방송 중인 뉴스 프로그램이다.

## 방송 시간
- 해당 편성 시간대의 KBS 1TV 편성표 참조
- 현재 방송 시간은 2025년 7월 12일부터 기준으로 한다.
- 긴급·특집 뉴스가 방송되면 KBS 뉴스특보로 방송·편성된다.

| 방송 채널 | 방송 기간                           | 방송 시간 | 방송 분량 | 비고  |
| --------- | ----------------------------------- | --- | --------- | ----- |
| KBS 1TV   | 1993년 10월 23일 ~ 1995년 9월 3일   | 매주 월요일, 일요일 오전 1시 ~ 오전 1시 3분 | 3분       |       |
| KBS 1TV   | 1980년 12월 8일 ~ 1981년 2월 6일    | 매주 평일 오후 11시 ~ 오후 11시 5분 | 5분       |       |
| KBS 1TV   | 1981년 2월 9일 ~ 1981년 5월 22일    | 매주 평일 오후 11시 25분 ~ 오후 11시 30분 | 5분       |       |
| KBS 1TV   | 1981년 5월 25일 ~ 1981년 6월 26일   | 매주 평일 오후 11시 40분 ~ 오후 11시 45분 | 5분       |       |
| KBS 1TV   | 1981년 6월 29일 ~ 1981년 7월 31일   | 매주 평일 오후 11시 45분 ~ 오후 11시 50분 | 5분       |       |
| KBS 1TV   | 1981년 8월 3일 ~ 1982년 1월 22일    | 매주 평일 오후 11시 25분 ~ 오후 11시 30분 | 5분       |       |
| KBS 1TV   | 1996년 11월 25일 ~ 1997년 2월 28일  | 매주 화요일 ~ 토요일 오전 12시 40분 ~ 오전 12시 45분 | 5분       | [ 1 ] |
| KBS 1TV   | 1995년 9월 4일 ~ 1998년 2월 20일    | 매주 화요일 ~ 토요일 오전 12시 50분 ~ 오전 12시 55분 | 5분       |       |
| KBS 1TV   | 2013년 10월 26일 ~ 2014년 12월 28일 | 매주 월요일, 일요일 오전 1시 ~ 오전 1시 5분 | 5분       |       |
| KBS 1TV   | 1970년 3월 2일 ~ 1972년 6월 23일    | 매주 평일 오후 11시 5분 ~ 오후 11시 15분 | 10분      |       |
| KBS 1TV   | 1972년 6월 26일 ~ 1973년 11월 23일  | 매주 평일 오전 11시 ~ 오전 11시 10분 | 10분      |       |
| KBS 1TV   | 1974년 10월 14일 ~ 1974년 11월 23일 | 매주 평일 오전 11시 ~ 오전 11시 10분 | 10분      |       |
| KBS 1TV   | 1973년 11월 26일 ~ 1974년 4월 5일   | 매주 평일 오후 10시 50분 ~ 오후 11시 | 10분      |       |
| KBS 1TV   | 1974년 4월 8일 ~ 1974년 6월 17일    | 매주 평일 오후 11시 15분 ~ 오후 11시 25분 | 10분      |       |
| KBS 1TV   | 1974년 6월 20일 ~ 1974년 10월 11일  | 매주 평일 오후 11시 30분 ~ 오후 11시 40분 | 10분      |       |
| KBS 1TV   | 1975년 6월 9일 ~ 1975년 8월 29일    | 매주 평일 오후 11시 30분 ~ 오후 11시 40분 | 10분      |       |
| KBS 1TV   | 1974년 11월 26일 ~ 1975년 6월 6일   | 매주 평일 오후 11시 20분 ~ 오후 11시 30분 | 10분      |       |
| KBS 1TV   | 1975년 10월 20일 ~ 1976년 10월 29일 | 매주 평일 오후 11시 20분 ~ 오후 11시 30분 | 10분      |       |
| KBS 1TV   | 1977년 4월 18일 ~ 1980년 12월 5일   | 매주 평일 오후 11시 20분 ~ 오후 11시 30분 | 10분      |       |
| KBS 1TV   | 1975년 9월 1일 ~ 1975년 10월 17일   | 매주 평일 오후 11시 50분 ~ 오전 12시 | 10분      |       |
| KBS 1TV   | 1976년 11월 1일 ~ 1977년 4월 15일   | 매주 평일 오후 11시 25분 ~ 오후 11시 35분 | 10분      |       |
| KBS 1TV   | 1992년 5월 16일 ~ 1993년 5월 2일    | 매주 토요일 오후 10시 40분 ~ 오후 10시 50분 일요일 오후 11시 50분 ~ 오전 12시                                                                                     | 10분      |       |
| KBS 1TV   | 1998년 10월 13일 ~ 2000년 4월 29일  | 매주 화요일 ~ 토요일 오전 12시 45분 ~ 오전 12시 55분 | 10분      |       |
| KBS 1TV   | 2007년 5월 1일 ~ 2007년 5월 10일    | 매주 월요일 ~ 토요일 오전 12시 15분 ~ 오전 12시 25분 일요일 오전 12시 50분 ~ 오전 1시                                                                             | 10분      |       |
| KBS 1TV   | 2008년 5월 11일 ~ 2008년 7월 20일   | 매주 화요일 ~ 토요일 오전 12시 20분 ~ 오전 12시 30분 | 10분      |       |
| KBS 1TV   | 2008년 7월 21일 ~ 2009년 12월 31일  | 매주 화요일 ~ 토요일 오전 12시 20분 ~ 오전 12시 30분 일요일 오전 12시 50분 ~ 1시 월요일 오전 12시 30분 ~ 오전 12시 40분                                           | 10분      | [ 2 ] |
| KBS 1TV   | 2010년 1월 1일 ~ 2011년 1월 1일     | 매주 월요일 ~ 토요일 오전 12시 20분 ~ 오전 12시 30분 일요일 오전 12시 50분 ~ 오전 1시                                                                             | 10분      |       |
| KBS 1TV   | 2011년 1월 2일 ~ 2013년 4월 8일     | 매주 화요일 ~ 금요일 오전 12시 25분 ~ 오전 12시 35분 토요일 오전 1시 10분 ~ 오전 1시 20분 일요일 오전 12시 50분 ~ 오전 1시 월요일 오전 12시 20분 ~ 오전 12시 30분 | 10분      |       |
| KBS 1TV   | 2013년 4월 9일 ~ 2013년 10월 21일   | 매주 월요일 오전 1시 10분 ~ 오전 1시 20분 화요일 ~ 일요일 오전 1시 ~ 오전 1시 10분                                                                                | 10분      |       |
| KBS 1TV   | 2015년 1월 3일 ~ 2018년 9월 9일     | 매주 일요일 오전 12시 40분 ~ 오전 12시 50분 월요일 오전 12시 10분 ~ 오전 12시 20분                                                                                | 10분      | [ 3 ] |
| KBS 1TV   | 2018년 9월 15일 ~ 2018년 12월 2일   | 매주 토요일 오전 12시 30분 ~ 오전 12시 40분 일요일 오전 12시 40분 ~ 오전 12시 50분 월요일 오전 12시 10분 ~ 오전 12시 20분                                         | 10분      |       |
| KBS 1TV   | 2018년 12월 3일 ~ 2020년 6월 28일   | 매주 화요일 ~ 토요일 오전 12시 30분 ~ 오전 12시 40분 일요일 오전 12시 40분 ~ 오전 12시 50분 월요일 오전 12시 10분 ~ 오전 12시 20분                                | 10분      |       |
| KBS 1TV   | 2020년 7월 5일 ~ 2021년 12월 6일    | 매주 일요일 ~ 월요일 오전 12시 30분 ~ 오전 12시 40분 | 10분      |       |
| KBS 1TV   | 2021년 12월 12일 ~ 2022년 5월 2일   | 매주 일요일 ~ 월요일 오전 12시 35분 ~ 오전 12시 45분 | 10분      |       |
| KBS 1TV   | 2022년 5월 7일 ~ 2023년 5월 28일    | 매주 일요일 오전 12시 15분 ~ 오전 12시 25분 월요일 오전 12시 10분 ~ 오전 12시 20분                                                                                | 10분      |       |
| KBS 1TV   | 2023년 6월 3일 ~ 2024년 7월 21일    | 매주 일요일 오전 12시 5분 ~ 오전 12시 15분 월요일 오전 12시 10분 ~ 오전 12시 20분                                                                                 | 10분      |       |
| KBS 1TV   | 2024년 8월 17일 ~ 2025년 7월 6일    | 주말 오전 12시 5분 ~ 오전 12시 15분 | 10분      |       |
| KBS 1TV   | 2025년 7월 12일 ~ 현재              | 토요일 오후 11시 45분 ~ 오후 11시 55분 일요일 오후 11시 40분 ~ 오후 11시 50분                                                                                     | 10분      |       |
| KBS 1TV   | 1993년 5월 3일 ~ 1993년 10월 15일   | 매주 평일 오후 11시 45분 ~ 오전 12시 | 15분      |       |
| KBS 2TV   | 1998년 2월 23일 ~ 1998년 10월 11일  | 평일 오전 12시 40분 ~ 오전 12시 50분 | 10분      | [ 4 ] |

## 앵커
- 현재 앵커는 2016년 8월 6일부터 기준으로 한다.

### 평일
- 2018년 9월 14일부터 2018년 11월 30일까지는 아나운서들이 무작위로 돌아가면서 진행했다.

| 대수 | 진행자                 | 진행 기간                           | 비고   |
| ---- | ---------------------- | ----------------------------------- | ------ |
| 1대  | 故 이천규 前 아나운서  | 1993년 5월 1일 ~ 1993년 10월 15일   |        |
| 2대  | 박현우 前 아나운서     | 1995년 9월 4일 ~ 1996년 11월 22일   |        |
| 3대  | 김재원 前 아나운서     | 1996년 11월 25일 ~ 1997년 2월 28일  |        |
| 4대  | 김홍성 아나운서        | 1997년 3월 3일 ~ 1998년 10월 9일    |        |
| 5대  | 박현우 前 아나운서     | 1998년 10월 12일 ~ 1999년 10월 15일 | [ 5 ]  |
| 6대  | 유지철 아나운서        | 1999년 10월 18일 ~ 2000년 10월 6일  |        |
| 7대  | 윤지영 아나운서        | 2000년 10월 9일 ~ 2001년 4월 27일   |        |
| 8대  | 박노원 아나운서        | 2001년 4월 30일 ~ 2001년 11월 2일   |        |
| 9대  | 태의경 아나운서        | 2001년 11월 5일 ~ 2002년 10월 25일  |        |
| 10대 | 김기만 아나운서실 차장 | 2002년 10월 28일 ~ 2003년 6월 20일  |        |
| 11대 | 김희수 아나운서        | 2007년 4월 30일 ~ 2009년 4월 17일   |        |
| 12대 | 최시중 아나운서        | 2009년 4월 20일 ~ 2013년 4월 5일    |        |
| 13대 | 이상호 아나운서        | 2013년 4월 8일 ~ 2013년 10월 18일   |        |
| 14대 | 박태원 아나운서        | 2018년 12월 3일 ~ 2018년 12월 31일  |        |
| 15대 | 김윤지 前 아나운서     | 2019년 1월 1일 ~ 2019년 11월 8일    |        |
| 16대 | 박태원 아나운서        | 2019년 11월 11일 ~ 2020년 6월 26일  | [ 13 ] |

### 주말
- 2002년 5월 11일부터 첫 방송했을 때 아나운서들이 무작위로 진행했다.

| 대수 | 진행자          | 진행 기간                           | 비고   |
| ---- | --------------- | ----------------------------------- | ------ |
| 1대  | 정용실 아나운서 | 1993년 10월 18일 ~ 1995년 10월 29일 |        |
| 2대  | 태의경 아나운서 | 2013년 10월 21일 ~ 2014년 12월 31일 | [ 15 ] |
| 3대  | 오승원 아나운서 | 2015년 1월 1일 ~ 2016년 7월 31일    |        |
| 4대  | 이창진 아나운서 | 2016년 8월 6일 ~ 현재               | [ 18 ] |

## 타이틀 변천사
| 기수 | 프로그램 타이틀 | 방송 기간                           |
| ---- | --------------- | ----------------------------------- |
| 1기  | KBS 뉴스        | 1970년 3월 2일 ~ 1973년 11월 23일   |
| 2기  | KBS 마감뉴스    | 1973년 11월 26일 ~ 1982년 1월 22일  |
| 3기  | KBS 뉴스        | 1992년 5월 16일 ~ 1993년 10월 15일  |
| 4기  | KBS 마감뉴스    | 1995년 9월 4일 ~ 1996년 11월 22일   |
| 5기  | KBS 뉴스 25     | 1996년 11월 25일 ~ 1998년 10월 11일 |
| 6기  | KBS 마감뉴스    | 1998년 10월 12일 ~ 2003년 6월 22일  |
| 7기  | KBS 뉴스        | 2007년 4월 30일 ~ 현재              |

## 편성 변경
- 2025년 1월 12일 : 《2025 빈 필하모닉 신년 음악회》 편성으로 인해 2025년 1월 11일 오후 11시 15분으로 편성 변경
- 2025년 8월 24일 :

## 결방
- 2024년 7월 28일 ~ 2024년 8월 5일 : 《2024 파리 올림픽》 중계 방송 편성으로 인해 결방

## 같이 보기
- KBS 뉴스라인 W
- KBS 뉴스 (주말)
- KBS 뉴스특보

## 경쟁 프로그램
- SBS 헤드라인 뉴스(종영), SBS 나이트라인 (SBS TV)
- MBC 뉴스 25 (MBC TV)